# Miofibril·la

Diagrama de l'estructura repetitiva de la miofibril·la

Model de la contracció del múscul

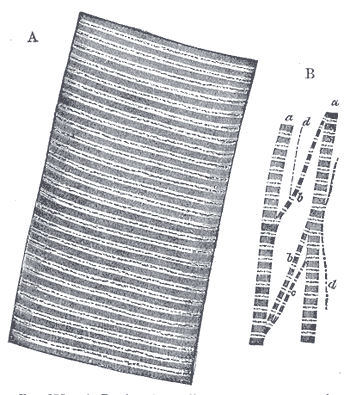
A. tros de fibra muscular humana augmentada 800 vegades. B. Paquets separats de miofibril·les augmentats 800 vegades.

Una miofibril·la (el prefix mio significa múscul) és la unitat bàsica del múscul. És una estructura contràctil que travessa les cèl·lules del teixit muscular i li dona propietats de contracció i d'elasticitat les quals permeten fer els moviments característics dels músculs. Cada fibra muscular conté centenars o milers de miofibril·les. Les miofibril·les estan suspeses dins la fibra muscular en una matriu (citoplasma) anomenada sarcoplasma.
Els músculs estan compostos per cèl·lules tubulars anomenades miòcits o miofibres. Les miofibres estan compostes de miofibril·les tubulars. Les miofibril·les estan compostes de proteïnes llargues com l'actina, miosina i titina i altres proteïnes que les mantenen juntes. Aquestes proteïnes estan organitzades dins de filaments fins i filaments gruixuts, els quals es repeteixen al llarg de la miofibril·la en seccions que s'anomenen sarcòmers.

## Estructura
Cada miofibril·la té una longitud d'1 a 2 micres i presenta una alternança de bandes fosques i de bandes clares.
Els filaments de les miofibril·les, miofilaments, consten de dos tipus, fi i gruixut.
- Els filaments fins consten principalment de la proteïna actina, unides amb filaments de nebulina.
- Els filaments gruixuts consten principalment de la proteïna miosina mantinguda en el seu lloc per filaments de titina.

## Funcions
1. Capacitat contràctil.
2. El teixit muscular està altament especialitzat amb acció sincronitzada i seqüencial de contraccions que impliquen tot el teixit biològic.